# Lista de aeroportos internacionais da Ásia
Lista dos aeroportos internacionais da Ásia com um movimento superior a um milhão de passageiros anualmente, e que realizam efetivamente voos internacionais.
| Localização            | Nome                                                    | Movimento de Passageiros |                |                |                |
| Arábia Saudita         | Arábia Saudita                                          | Arábia Saudita           | Arábia Saudita | Arábia Saudita | Arábia Saudita |
| ---------------------- | ------------------------------------------------------- | ------------------------ | -------------- | -------------- | -------------- |
| Dammam                 | Aeroporto Internacional Rei Fahd                        | 3,621,753                |                |                |                |
| Medina                 | Aeroporto Internacional Príncipe Mohammad Bin Abdulaziz | 2,659,475                |                |                |                |
| Jeddah                 | Aeroporto Internacional Rei Abdulaziz                   | 13,367,569               |                |                |                |
| Riade                  | Aeroporto Internacional Rei Khalid                      | 11,335,896               |                |                |                |
| Armênia                |                                                         |                          |                |                |                |
| Erevan                 | Aeroporto Internacional de Zvartnots                    | 1,121,443                |                |                |                |
| Bangladesh             |                                                         |                          |                |                |                |
| Dacca                  | Aeroporto Internacional Hazrat Shahjalal                | 4,621,586                |                |                |                |
| Bahrein                |                                                         |                          |                |                |                |
| Manama                 | Aeroporto Internacional do Bahrain                      | 7,321,638                |                |                |                |
| Brunei                 |                                                         |                          |                |                |                |
| Bandar Seri Begawan    | Aeroporto Internacional de Brunei                       | 1,300,000                |                |                |                |
| Camboja                |                                                         |                          |                |                |                |
| Siem Reap              | Aeroporto Internacional de Siem Reap                    | 1,360,388                |                |                |                |
| Phnom Penh             | Aeroporto Internacional de Phnom Penh                   | 1,322,267                |                |                |                |
| Cazaquistão            |                                                         |                          |                |                |                |
| Almaty                 | Aeroporto Internacional de Almaty                       | 2,650,785                |                |                |                |
| Astana                 | Aeroporto Internacional Nursultan Nazarbayev            | 1,175,300                |                |                |                |
| China                  |                                                         |                          |                |                |                |
| Chengdu                | Aeroporto Internacional de Chengdu Shuangliu            | 18,530,000               |                |                |                |
| Changchun              | Aeroporto Internacional de Changchun Longjia            | 2,675,300                |                |                |                |
| Changsha               | Aeroporto Internacional de Changsha Huanghua            | 8,069,989                |                |                |                |
| Chongqing              | Aeroporto Internacional de Chongqing Jiangbei           | 10,355,730               |                |                |                |
| Dalian                 | Aeroporto Internacional de Dalian Zhoushuizi            | 7,281,084                |                |                |                |
| Fuzhou                 | Aeroporto Internacional de Fuzhou Changle               | 5,451,196                |                |                |                |
| Guangzhou              | Aeroporto Internacional de Guangzhou Baiyun             | 30,958,467               |                |                |                |
| Guilin                 | Aeroporto Internacional de Guilin Liangjiang            | 4,665,021                |                |                |                |
| Guiyang                | Aeroporto Internacional de Guiyang Longdongbao          | 4,248,005                |                |                |                |
| Haikou                 | Aeroporto Internacional de Haikou Meilan                | 7,265,349                |                |                |                |
| Hangzhou               | Aeroporto Internacional de Hangzhou Xiaoxan             | 11,729,983               |                |                |                |
| Harbin                 | Aeroporto Internacional Harbin Taiping                  | 4,432,645                |                |                |                |
| Hefei                  | Aeroporto Internacional Hefei Luogang                   | 2,729,983                |                |                |                |
| Hohhot                 | Aeroporto Internacional Hohhot Baita                    | 1,432,645                |                |                |                |
| Jinan                  | Aeroporto Internacional de Jinan Yoqiang                | 5,852,871                |                |                |                |
| Kunming                | Aeroporto Internacional de Kunming Wujiaba              | 15,725,791               |                |                |                |
| Nanjing                | Aeroporto Internacional de Nanjing Lukou                | 8,037,189                |                |                |                |
| Nanning                | Aeroporto Internacional de Nanning Wuxu                 | 2,916,000                |                |                |                |
| Ningbo                 | Aeroporto Internacional de Ningbo Lishe                 | 3,300,626                |                |                |                |
| Pequim                 | Aeroporto Internacional de Pequim                       | 53,611,747               |                |                |                |
| Qingdao                | Aeroporto Internacional de Qingdao Liuting              | 7,867,982                |                |                |                |
| Sanya                  | Aeroporto Internacional de Sanya Phoenix                | 5,311,622                |                |                |                |
| Shenyang               | Aeroporto Internacional de Shenyang Taoxian             | 6,190,448                |                |                |                |
| Shenzhen               | Aeroporto Internacional de Shenzhen Bao'an              | 20,619,164               |                |                |                |
| Tianjin                | Aeroporto Internacional de Tianjin Binhai               | 3,860,752                |                |                |                |
| Ürümqi                 | Aeroporto Internacional de Ürümqi Diwopu                | 6,169,981                |                |                |                |
| Wenzhou                | Aeroporto de Wenzhou Yongqiang                          | 3,587,940                |                |                |                |
| Wuhan                  | Aeroporto Internacional de Wuhan Tianhe                 | 8,356,340                |                |                |                |
| Xangai                 | Aeroporto Internacional de Xangai Pudong                | 28,920,432               |                |                |                |
| Xangai                 | Aeroporto Internacional de Xangai Hongqiao              | 22,632,962               |                |                |                |
| Xiamen                 | Aeroporto Internacional de Xiamen Gaoqi                 | 8,684,662                |                |                |                |
| Xi'an                  | Aeroporto Internacional de Xi'an Xianyang               | 11372630                 |                |                |                |
| Yantai                 | Aeroporto Internacional de Yantai Laishan               | 1,645,662                |                |                |                |
| Zhengzhou              | Aeroporto Internacional de Zhengzhou Xinzheng           | 5,002,102                |                |                |                |
| Tibete                 | Aeroporto de Lhasa Gonggar                              | 1,857,963                |                |                |                |
| Hong Kong              | Aeroporto Internacional de Hong Kong                    | 46,995,000               |                |                |                |
| Macau                  | Aeroporto Internacional de Macau                        | 5,372,453                |                |                |                |
| Coreia do Sul          |                                                         |                          |                |                |                |
| Busan                  | Aeroporto Internacional de Gimhae                       | 7,403,262                |                |                |                |
| Cheongju               | Aeroporto Internacional de Cheongju                     | 1,036,852                |                |                |                |
| Daegu                  | Aeroporto Internacional de Daegu                        | 1,180,364                |                |                |                |
| Jeju                   | Aeroporto Internacional de Jeju                         | 12,296,426               |                |                |                |
| Muan                   | Aeroporto Internacional de Muan                         | 1,782,658                |                |                |                |
| Seul                   | Aeroporto Internacional de Gimpo                        | 13,811,004               |                |                |                |
| Seul                   | Aeroporto Internacional de Incheon                      | 31,227,897               |                |                |                |
| Emirados Árabes Unidos |                                                         |                          |                |                |                |
| Abu Dhabi              | Aeroporto Internacional de Abu Dhabi                    | 6,944,000                |                |                |                |
| Dubai                  | Aeroporto Internacional de Dubai                        | 37,000,000               |                |                |                |
| Sharjah                | Aeroporto Internacional de Sharjah                      | 4,324,313                |                |                |                |
| Filipinas              |                                                         |                          |                |                |                |
| Cebu                   | Aeroporto Internacional Mactan-Cebu                     | 3,735,926                |                |                |                |
| Davao                  | Aeroporto Internacional Francisco Bangoy                | 1,534,264                |                |                |                |
| Manila                 | Aeroporto Internacional Ninoy Aquino                    | 20,467,627               |                |                |                |
| Iêmen                  |                                                         |                          |                |                |                |
| Sana                   | Aeroporto Internacional de Sana                         | 2,174,836                |                |                |                |
| Índia                  |                                                         |                          |                |                |                |
| Ahmedabad              | Aeroporto Internacional Sardar Vallabhbhai Patel        | 3,034,836                |                |                |                |
| Bangalore              | Aeroporto Internacional Kempegowda                      | 9,931,562                |                |                |                |
| Calcutá                | Aeroporto Internacional Netaji Subhas Chandra Bose      | 5,993,058                |                |                |                |
| Calicute               | Aeroporto Internacional de Calicute                     | 1,279,058                |                |                |                |
| Chennai                | Aeroporto Internacional de Chennai                      | 10,404,836               |                |                |                |
| Cochim                 | Aeroporto Internacional de Cochin                       | 3,161,560                |                |                |                |
| Coimbatore             | Aeroporto Internacional de Coimbatore                   | 1,031,562                |                |                |                |
| Délhi                  | Aeroporto Internacional Indira Gandhi                   | 23,028,457               |                |                |                |
| Goa                    | Aeroporto Internacional de Dabolim                      | 2,404,836                |                |                |                |
| Guwahati               | Aeroporto Internacional Lokpriya Gopinath Bordoloi      | 1,331,562                |                |                |                |
| Hyderabad              | Aeroporto Internacional Rajiv Gandhi                    | 7,061,560                |                |                |                |
| Jaipur                 | Aeroporto Internacional de Jaipur                       | 1,264,836                |                |                |                |
| Mumbai                 | Aeroporto Internacional de Chhatrapati Shivaji          | 21,634,854               |                |                |                |
| Pune                   | Aeroporto Internacional de Pune                         | 1,754,854                |                |                |                |
| Thiruvananthapuram     | Aeroporto Internacional de Thiruvananthapuram           | 2,053,421                |                |                |                |
| Indonésia              |                                                         |                          |                |                |                |
| Dempassar              | Aeroporto Internacional Ngurah Rai                      | 6,689,735                |                |                |                |
| Jacarta                | Aeroporto Internacional Soekarno-Hatta                  | 32,458,946               |                |                |                |
| Manado                 | Aeroporto Internacional Sam Ratulangi                   | 1,171,609                |                |                |                |
| Medan                  | Aeroporto Internacional Polonia                         | 4,601,846                |                |                |                |
| Padang                 | Aeroporto Internacional Minangkabau                     | 1,613,806                |                |                |                |
| Palembang              | Aeroporto Internacional Sultão Mahmud Badaruddin II     | 1,481,846                |                |                |                |
| Pekanbaru              | Aeroporto Internacional Sultão Syarif Qasim II          | 1,763,806                |                |                |                |
| Surabaya               | Aeroporto Internacional Juanda                          | 9,986,650                |                |                |                |
| Yogyakarta             | Aeroporto Internacional Adisucipto                      | 2,507,638                |                |                |                |
| Iraque                 |                                                         |                          |                |                |                |
| Bagdá                  | Aeroporto Internacional de Bagdá                        | 6,689,735                |                |                |                |
| Irão                   |                                                         |                          |                |                |                |
| Teerã                  | Aeroporto Internacional de Mehrabad                     | 10,689,735               |                |                |                |
| Teerã                  | Aeroporto Internacional de Tehran Imam Khomeini         | 4,770,649                |                |                |                |
| Israel                 |                                                         |                          |                |                |                |
| Eilat                  | Aeroporto Internacional de Ovda                         | 1,214,586                |                |                |                |
| Tel Aviv               | Aeroporto Internacional Ben Gurion                      | 10,526,562               |                |                |                |
| Japão                  |                                                         |                          |                |                |                |
| Akita                  | Aeroporto Internacional de Akita                        | 1,321,753                |                |                |                |
| Aomori                 | Aeroporto Internacional de Aomori                       | 1,263,217                |                |                |                |
| Asahikawa              | Aeroporto Internacional de Asahikawa                    | 1,289,513                |                |                |                |
| Chitose/Sapporo        | Novo Aeroporto de Chitose                               | 18,082,925               |                |                |                |
| Fukuoka                | Aeroporto Internacional de Fukuoka                      | 17,879,565               |                |                |                |
| Hakodate               | Aeroporto Internacional de Hakodate                     | 2,108,887                |                |                |                |
| Hiroshima              | Aeroporto Internacional de Hiroshima                    | 3,342,741                |                |                |                |
| Kagoshima              | Aeroporto Internacional de Kagoshima                    | 5,725,656                |                |                |                |
| Kitakyushu             | Aeroporto Internacional de Kitakyushu                   | 1,278,721                |                |                |                |
| Kobe                   | Aeroporto Internacional de Kobe                         | 2,749,025                |                |                |                |
| Komatsu                | Aeroporto Internacional de Komatsu                      | 2,485,837                |                |                |                |
| Kumamoto               | Aeroporto Internacional de Kumamoto                     | 3,174,858                |                |                |                |
| Matsuyama              | Aeroporto Internacional de Matsuyama                    | 2,693,188                |                |                |                |
| Miyazaki               | Aeroporto Internacional de Miyazaki                     | 3,091,748                |                |                |                |
| Nagasaki               | Aeroporto Internacional de Nagasaki                     | 2,678,526                |                |                |                |
| Nagoya                 | Aeroporto Internacional de Chubu                        | 12,721,673               |                |                |                |
| Naha                   | Aeroporto Internacional de Naha                         | 15,495,054               |                |                |                |
| Niigata                | Aeroporto Internacional de Niigata                      | 1,267,216                |                |                |                |
| Okayama                | Aeroporto Internacional de Okayama                      | 1,605,054                |                |                |                |
| Oita                   | Aeroporto Internacional de Oita                         | 1,887,216                |                |                |                |
| Osaka                  | Aeroporto Internacional de Kansai                       | 17,989,658               |                |                |                |
| Sendai                 | Aeroporto Internacional de Sendai                       | 3,390,564                |                |                |                |
| Takamatsu              | Aeroporto Internacional de Takamatsu                    | 1,520,641                |                |                |                |
| Tóquio                 | Aeroporto Internacional de Narita                       | 31,057,252               |                |                |                |
| Tóquio                 | Aeroporto Internacional de Tóquio                       | 65,859,173               |                |                |                |
| Toyama                 | Aeroporto Internacional de Toyama                       | 1,239,256                |                |                |                |
| Jordânia               |                                                         |                          |                |                |                |
| Amã                    | Aeroporto Internacional Rainha Alia                     | 3,506,070                |                |                |                |
| Kuwait                 |                                                         |                          |                |                |                |
| Kuwait                 | Aeroporto Internacional do Kuwait                       | 6,605,596                |                |                |                |
| Líbano                 |                                                         |                          |                |                |                |
| Beirute                | Aeroporto Internacional de Beirute                      | 2,825,138                |                |                |                |
| Malásia                |                                                         |                          |                |                |                |
| Johor Bahru            | Aeroporto Internacional de Senai                        | 1,310,245                |                |                |                |
| Kota Kinabalu          | Aeroporto Internacional de Kota Kinabalu                | 4,399,939                |                |                |                |
| Kuala Lumpur           | Aeroporto Internacional de Kuala Lumpur                 | 25,938,970               |                |                |                |
| Kuching                | Aeroporto Internacional de Kuching                      | 3,236,468                |                |                |                |
| Penang                 | Aeroporto Internacional de Penang                       | 3,173,177                |                |                |                |
| Maldivas               |                                                         |                          |                |                |                |
| Malé                   | Aeroporto Internacional de Malé                         | 2,024,586                |                |                |                |
| Myanmar                |                                                         |                          |                |                |                |
| Yangon                 | Aeroporto Internacional de Yangon                       | 3,229,519                |                |                |                |
| Nepal                  |                                                         |                          |                |                |                |
| Katmandu               | Aeroporto Internacional Tribhuvan                       | 2,565,703                |                |                |                |
| Omã                    |                                                         |                          |                |                |                |
| Mascate                | Aeroporto Internacional de Mascate                      | 4,218,498                |                |                |                |
| Paquistão              |                                                         |                          |                |                |                |
| Islamabad              | Aeroporto Internacional Benazir Bhutto                  | 3,047,509                |                |                |                |
| Karachi                | Aeroporto Internacional Jinnah                          | 6,085,219                |                |                |                |
| Lahore                 | Aeroporto Internacional Allama Iqbal                    | 3,091,312                |                |                |                |
| Catar                  |                                                         |                          |                |                |                |
| Doha                   | Aeroporto Internacional de Hamad                        | 29,858,760               |                |                |                |
| Singapura              |                                                         |                          |                |                |                |
| Singapura              | Aeroporto Internacional Changi                          | 36,701,556               |                |                |                |
| Síria                  |                                                         |                          |                |                |                |
| Damasco                | Aeroporto Internacional de Damasco                      | 4,892,025                |                |                |                |
| Sri Lanka              |                                                         |                          |                |                |                |
| Colombo                | Aeroporto Internacional Bandaranaike                    | 4,892,025                |                |                |                |
| Taiwan                 |                                                         |                          |                |                |                |
| Kaohsiung              | Aeroporto Internacional de Kaohsiung                    | 8,139,852                |                |                |                |
| Taipé                  | Aeroporto Internacional Chiang Kai-shek                 | 23,965,784               |                |                |                |
| Taipé                  | Aeroporto Internacional de Taipei Songshan              | 4,470,859                |                |                |                |
| Tailândia              |                                                         |                          |                |                |                |
| Banguecoque            | Aeroporto Internacional de Suvarnabhumi                 | 41,210,081               |                |                |                |
| Banguecoque            | Aeroporto Internacional de Don Mueang                   | 4,449,753                |                |                |                |
| Chiang Mai             | Aeroporto Internacional de Chiang Mai                   | 3,985,632                |                |                |                |
| Hat Yai                | Aeroporto Internacional de Hat Yai                      | 1,741,658                |                |                |                |
| Samui                  | Aeroporto Internacional de Samui                        | 1,205,336                |                |                |                |
| Phuket                 | Aeroporto Internacional de Phuket                       | 5,195,784                |                |                |                |
| Turquia                |                                                         |                          |                |                |                |
| Adana                  | Aeroporto Internacional de Adana Şakirpaşa              | 2,216,747                |                |                |                |
| Ancara                 | Aeroporto Internacional de Ancara Esenboğa              | 4,958,128                |                |                |                |
| Antália                | Aeroporto de Antália                                    | 17,710,385               |                |                |                |
| Bodrum                 | Aeroporto Internacional Milas-Bodrum                    | 2,412,187                |                |                |                |
| Dalaman                | Aeroporto Internacional Dalaman                         | 2,767,647                |                |                |                |
| Esmirna                | Aeroporto Internacional de Esmirna-Adnan Menderes       | 5,729,838                |                |                |                |
| Istambul               | Aeroporto Internacional Ataturk                         | 23,196,229               |                |                |                |
| Istambul               | Aeroporto Internacional Sabiha Gökçen                   | 3,791,625                |                |                |                |
| Trebizonda             | Aeroporto Internacional de Trabizonda                   | 1,492,961                |                |                |                |
| Vietname               |                                                         |                          |                |                |                |
| Da Nang                | Aeroporto Internacional Da Nang                         | 1,001,586                |                |                |                |
| Hanói                  | Aeroporto Internacional de Noi Bai                      | 5,180,586                |                |                |                |
| Cidade de Ho Chi Minh  | Aeroporto Internacional Tan Son Nhat                    | 700,000                  |                |                |                |
| Uzbequistão            |                                                         |                          |                |                |                |
| Tashkent               | Aeroporto Internacional de Tashkent                     | 2,985,632                |                |                |                |